# ستيفن جوردان
ستيفن جوردان (بالإنجليزية: Stephen Jordan)‏ (مواليد 6 مارس 1982 في وارينغتون - إنجلترا) لاعب كرة قدم إنجليزي يلعب حاليا لصالح نادي الدرجة الممتازة بيرنلي الإنجليزي منذ 2007 في مركز قلب الدفاع .

## روابط خارجية
- ستيفن جوردان على موقع قاعدة بيانات كرة القدم.إي يو (الإنجليزية)
- ستيفن جوردان على موقع Soccerbase.com (لاعب) (الإنجليزية)
- ستيفن جوردان على موقع Soccerway.com (الإنجليزية)
- ستيفن جوردان على موقع عالم كرة القدم.نت (الإنجليزية)
- ستيفن جوردان على موقع AS.com (الإسبانية)